# Living Biblically
Living Biblically  é uma série de televisão norte-americana de comédia criada por Johnny Galecki, a história, baseada no livro de A.J. Jacobs, é centrada em um jovem que chega a uma encruzilhada em sua vida e decide viver de acordo com a Bíblia. Patrick Walsh, de 2 Broke Girls assinará o roteiro e também produzirá. A produção da Warner Bros. Television foi ao ar no canal CBS em 26 de fevereiro de 2018.

## Enredo
Num momento de dificuldades na vida, um homem decide viver de acordo com os princípios da Bíblia Sagrada por um ano e ver se assim sua situação melhora.

## Elenco
| Ator            | Personagem        | Temporada    |
| Ator            | Personagem        | 1            |
| --------------- | ----------------- | ------------ |
| Jay R. Ferguson | Chip Curry        | Principal    |
| Lindsey Kraft   | Leslie Curry      | Principal    |
| Ian Gomez       | Padre Gene        | Principal    |
| David Krumholtz | Rabbi Gil Ableman | Principal    |
| Tony Rock       | Vince             | Principal    |
| Camryn Manheim  | Srª. Meadows      | Principal    |
| Carla Renata    | Gracie            | Principal    |
| Sara Gilbert    | Cheryl            | Recorrente   |
| Jane Carr       | Phyllis           | Participação |